# Káwa-tapúya
Káwa-tapúya (Máulieni, Aini-dákenei, Caua, Kawa, Káua-Tapuya, Kauá-Tapuia, Cauá-tapuia) je skupina Huhutena naseljena na sjeveru brazilske države Amazonas, porodica Arawakan. U društvu Huhutena oni su nazivani 'maaku' ili 'servant sib', koji su, prema mitu 'pripremili teren' dolasku ostalih zajednica Huhutena, to su : Mulé dakenai, Hohodene ili Huhuteni, Adzáneni, i od Adzanena ‘mlađa braća’  Alidali dakenai. Jezik Mauliena navodi se posebno uz jezike Huhutena, Siusa i drugih čija organizacija po ‘mlađoj’ i ‘starijoj braći’ naliči na strukturu Irokeza koju je fantastično opisao L. H. Morgan. 